# Wootton, Bedfordshire
Wootton är en ort och civil parish i Storbritannien.   Den ligger i kommunen Borough of Bedford i  riksdelen England, i den södra delen av landet, 70 km norr om huvudstaden London. Wootton ligger 48 meter över havet och antalet invånare är 4 572.
Terrängen runt Wootton är platt. Runt Wootton är det tätbefolkat, med 276 invånare per kvadratkilometer. Närmaste större samhälle är Milton Keynes, 16,2 km väster om Wootton. Trakten runt Wootton består till största delen av jordbruksmark.